# Ville royale du royaume de Bohême
Les villes royales du royaume de Bohême sont un ensemble de villes ayant acquis des droits particuliers au cours de l'existence du royaume de Bohême.
Elles pouvaient être le siège de la cour royale et dépendaient directement de l'administration royale.